# اچ‌ام‌اس هیاکینس (۱۸۹۸)
اچ‌ام‌اس هیاکینس (۱۸۹۸) (به انگلیسی: HMS Hyacinth (1898)) یک کشتی بود که طول آن ۳۵۰ فوت (۱۱۰ متر) بود. این کشتی در سال ۱۸۹۸ ساخته شد.